# Leo Landrø
Leo Landrø (1º settembre 2005) è uno sciatore freestyle norvegese, specializzato in slopestyle e big air.

## Biografia
Attivo in gare FIS dal 2020 e specializzato in big air e slopestyle, Landrø ha esordito in Coppa del Mondo il 21 ottobre 2022, classificandosi 23º nel big air di Coira vinto dal connazionale Birk Ruud. Il 15 marzo 2024 ha ottenuto il suo primo podio nel massimo circuito, concludendo 2º nel big air di Tignes alle spalle dello statunitense Alexander Hall.

## Palmarès

### Mondiali juniores
- 3 medaglie:
  - 1 oro (big air a Cardrona 2023)
  - 2 bronzi (big air a Leysin 2022; slopestyle a Cardrona 2023)

### Coppa del Mondo
- Miglior piazzamento nella Coppa del Mondo generale di freestyle: 33º nel 2024
- 2 podi:
  - 1 secondo posto
  - 1 terzo posto